# Parachute (banda)
Parachute es una banda de pop norteamericana procedente de Charlottesville, Virginia. Los integrantes de este joven grupo de música se graduaron en mayo de 2008 y desde entonces se han ido de gira y han estado promocionando su música desde que debutaron con su álbum Losing Sleep y más tarde con The Way It Was, su segundo álbum.

## Historia
Esta banda musical empezó con el nombre de Sparkly’s Flaw. En realidad, desde que estos jóvenes se graduaron en la universidad, Parachute se ha ido de gira con artistas de la talla de O.A.R., Switchfoot, Duffy, Matt Nathanson, Michelle Branch, Jon McLaughlin y Goo Goo Dolls. Como parte de su primera gran gira tras el lanzamiento de su disco Losing Sleep en verano de 2009, se fueron de gira con artistas como 3 Doors Down, The Script, Secondhand Serenade y Kelly Clarkson.
Sus canciones "She Is Love" y "Under Control" se utilizaron en los anuncios que conformaban la campaña publicitaria de la marca Nivea. Como parte de dicha campaña, Parachute se presentó ante más de un millón de personas en Times Square durante la víspera de Año Nuevo y compartió escenario con artistas como Jonas Brothers y Taylor Swift.
Su álbum debut, Losing Sleep, salió a la venta en tiendas y por Internet el 19 de mayo de 2009. Producido por Chris Keup, John Shanks y John Fields, el álbum destaca por los descarados enredos amorosos que contienen sus canciones. El 12 de mayo de 2009, se lanzó en iTunes de forma exclusiva en forma de bonus track.
El segundo sencillo del álbum, "Under Control", también destacó como canción gratuita de la semana en Itunes. El 4 de agosto de 2009 se lanzó una edición de lujo del álbum. Unos meses más tarde, en noviembre de ese mismo año, aparecían en el videojuego Band Hero con la canción "Back Again".
El 15 de junio de 2009, Will Anderson y Kit French se unieron a Parachute y aparecieron en el vigésimo episodio de Live from Daryl’s House, el concierto que se emitió por Internet en Daryl Hall. Tocaron cuatro canciones de su primer álbum así como canciones del dúo Hall & Oates ("Say It Isn’t So" y "It’s a Laugh"). El 17 de octubre de 2009 Parachute tocó en el Annual Bite de Las Vegas, un festival musical y gastronómico con Katherine McPhee, Uncle Kracker, Blue October y Train.
A finales de 2012 principios de 2013, se anunció que la banda estaba grabando su tercer álbum titulado Overnight. Su lanzamiento está previsto para el próximo 23 de agosto de 2013. Sin embargo, en iTunes ya se encuentra disponible el primer sencillo, "Hearts Go Crazy". Este tema, así como los distintos que conforman el tercer trabajo de Parachute, dan un pequeño giro hacia un registro más electrónico.

### Giras
Parachute ha ido de gira por América del Norte junto a Kelly Clarkson entre octubre y diciembre de 2009, haciendo la apertura durante el concierto el 6 de octubre en la ciudad de Nueva York en el Hammerstein Ballroom y haciendo paradas en Chicago, Las Vegas y Seattle. En enero de 2010, la banda se embarcó en otras tres semanas de actuaciones, compartiendo escenario con la banda de rock alternativo SafetySuit.
Desde febrero hasta marzo de 2010, Parachute volvió a actuar al lado de Kelly Clarkson durante su gira por Europa promocionando su último álbum All I Ever Wanted, donde actuaron por primera vez en el Reino Unido, Alemania, los Países Bajos y Dinamarca. Su experiencia en el extranjero impulsó a Parachute a firmar un contrato para actuar ese mismo mayo en Inglaterra.
En otoño, la banda encabezó su gira por los Estados Unidos con el cantante y compositor Joe Brooks y el grupo pop rock Hot Chelle Rae. Interpretaron varias canciones de su próximo álbum, así como algunos de los temas más conocidos de su álbum Losing Sleep. Parachute también tomó parte en un concurso en el que se dieron a los ganadores un exclusivo adelanto: escuchar dos canciones de su nuevo álbum antes de que empezara cada actuación. En primavera de 2011, Parachute se fue de gira e hizo la apertura para Plain White T’s y Miggs. También actuaron junto a Michelle Branch y Goo Goo Dolls ese mismo verano. Continuaron las giras con Courrier y Kate Voegele por los Estados Unidos y Canadá. A finales de 2012, Parachute se marchó de gira con The All-American Rejects y Boy Like Girls. Este año Parachute ha actuado con Andy Grammer.

### Apariciones en televisión
En mayo de 2010 marcaron su debut televisivo con su aparición en la cadena televisiva CBS, en el programa The Early Show, donde tocaron “She Is Love” y “Under Control”. Más tarde, tocaron en los programas Good Morning America y Jimmy Kimmel Live! de la ABC. Su música también ha sonado en series televisivas como One Tree Hill, 90210 y  The Vampire Diaries.
Para promocionar el lanzamiento de su segundo álbum The Day It Was, la banda apareció el 19 de mayo de 2011 en el programa televisivo The Tonight Show with Jay Leno.

## Discografía

### Álbumes
| Título         | Información más detallada                                                                                     |
| -------------- | --- |
| Losing Sleep   | - Publicado: 19 de mayo de 2009 - Discográfica: Island Def Jam Music Group - Formatos: CD, descarga de música |
| The Way It Was | - Publicado: 17 de mayo de 2011 - Discográfica: Mercury Formatos: CD, descarga de música                      |
| Overnight      | - Publicado: 2013 - Discográfica: Mercury Formatos: CD, descarga de música                                    |
| Wide Awake     | - Publicado: 2016 - Discográfica: Vanguard Formatos: CD, descarga de música                                   |
| Parachute      | - Publicado: 2019 - Discográfica: Parachute Formatos: CD, vinilo,descarga de música                           |

### EP
| Año  | Título                                                 |
| ---- | ------------------------------------------------------ |
| 2002 | Live from the Recording Studio (1.000 copias vendidas) |
| 2005 | One Small Step (2.000 copias vendidas)                 |
| 2007 | EP Sparkys Flaw                                        |
| 2009 | EP Winterlove (2.000 copias vendidas)                  |
| 2014 | EP Live from Minneapolis                               |

### Sencillos
| Año  | Título |
| ---- | --- |
| 2009 | - "She is Love" (Losing Sleep) - "Under Control" (Losing Sleep) - "The Mess I Made" (Losing Sleep)                                                |
| 2011 | - "Something to Believe In" (The Way It Was) - "Kiss Me Slowly" (The Way It Was) - "You and Me" (The Way It Was) - "What I Know" (The Way It Was) |
| 2013 | - "Hearts Go Crazy" - "Can't Help" (Overnight) |
| 2016 | - "Without You" - "What Side of Love" (Wide Awake)                                                                                                |
| 2019 | - "Young" (Parachute) |